# Episodi di Operazione ladro (terza stagione)
La terza stagione della serie televisiva Operazione ladro (It Takes a Thief) è andata in onda negli Stati Uniti dal 25 settembre 1969 al 23 marzo 1970 sulla ABC.
| nº | Titolo originale                 | Prima TV USA      | Titolo italiano | Prima TV Italia |
| -- | -------------------------------- | ----------------- | --------------- | --------------- |
| 1  | Saturday Night in Venice         | 25 settembre 1969 |                 |                 |
| 2  | Who'll Bid Two Million Dollars?  | 2 ottobre 1969    |                 |                 |
| 3  | The Beautiful People             | 9 ottobre 1969    |                 |                 |
| 4  | The Great Casino Caper           | 16 ottobre 1969   |                 |                 |
| 5  | Flowers from Alexander           | 23 ottobre 1969   |                 |                 |
| 6  | The Blue, Blue Danube            | 30 ottobre 1969   |                 |                 |
| 7  | The Three Virgins of Rome        | 6 novembre 1969   |                 |                 |
| 8  | Payoff in the Piazza             | 13 novembre 1969  |                 |                 |
| 9  | The King of Thieves              | 20 novembre 1969  |                 |                 |
| 10 | A Friend in Deed                 | 27 novembre 1969  |                 |                 |
| 11 | The Second Time Around           | 4 dicembre 1969   |                 |                 |
| 12 | The Old Who Came in From the Spy | 11 dicembre 1969  |                 |                 |
| 13 | To Lure a Man                    | 18 dicembre 1969  |                 |                 |
| 14 | The Scorpio Drop                 | 25 dicembre 1969  |                 |                 |
| 15 | Nice Girls Marry Stockbrokers    | 15 gennaio 1970   |                 |                 |
| 16 | The Steal-Driving Man            | 19 gennaio 1970   |                 |                 |
| 17 | Touch of Magic                   | 26 gennaio 1970   |                 |                 |
| 18 | Fortune City                     | 2 febbraio 1970   |                 |                 |
| 19 | Situation Red                    | 9 febbraio 1970   |                 |                 |
| 20 | To Sing a Song of Murder         | 23 febbraio 1970  |                 |                 |
| 21 | The Suzie Simone Caper           | 2 marzo 1970      |                 |                 |
| 22 | An Evening With Alister Mundy    | 9 marzo 1970      |                 |                 |
| 23 | Beyond a Treasonable Doubt       | 16 marzo 1970     |                 |                 |
| 24 | Project "X"                      | 23 marzo 1970     |                 |                 |

## Saturday Night in Venice
- Prima televisiva: 25 settembre 1969
- Diretto da: Jack Arnold
- Scritto da: Stephen Kandel

### Trama
- Guest star: Jack Betts (Garrison)

## Who'll Bid Two Million Dollars?
- Prima televisiva: 2 ottobre 1969

### Trama
- Guest star:

## The Beautiful People
- Prima televisiva: 9 ottobre 1969

### Trama
- Guest star: Teri Garr (Maggie Philbin), Michel Bardinet (agente speciale Dumont)

## The Great Casino Caper
- Prima televisiva: 16 ottobre 1969
- Diretto da: Jack Arnold
- Scritto da: Glen A. Larson

### Trama
- Guest star: Fred Astaire (Allister Mundy)

## Flowers from Alexander
- Prima televisiva: 23 ottobre 1969
- Diretto da: Bruce Kessler
- Scritto da: Glen A. Larson

### Trama
- Guest star:

## The Blue, Blue Danube
- Prima televisiva: 30 ottobre 1969
- Diretto da: Bruce Kessler
- Scritto da: Oscar Brodney

### Trama
- Guest star: Bill Cort (Whitman)

## The Three Virgins of Rome
- Prima televisiva: 6 novembre 1969
- Diretto da: Jack Arnold
- Scritto da: Glen A. Larson

### Trama
- Guest star:

## Payoff in the Piazza
- Prima televisiva: 13 novembre 1969
- Diretto da: Gerd Oswald
- Scritto da: Oscar Brodney

### Trama
- Guest star: Carla Borelli (Queen Consort)

## The King of Thieves
- Prima televisiva: 20 novembre 1969
- Diretto da: Bruce Kessler
- Scritto da: Glen A. Larson

### Trama
- Guest star:

## A Friend in Deed
- Prima televisiva: 27 novembre 1969
- Diretto da: Bruce Kessler
- Scritto da: B. W. Sandefur

### Trama
- Guest star: Walter Mathews (Antonio)

## The Second Time Around
- Prima televisiva: 4 dicembre 1969

### Trama
- Guest star: Alice Ghostley (Miss Prillo)

## The Old Who Came in From the Spy
- Prima televisiva: 11 dicembre 1969

### Trama
- Guest star: Bernard Fox (Mr. Miles)

## To Lure a Man
- Prima televisiva: 18 dicembre 1969
- Diretto da: Barry Shear
- Scritto da: Sy Salkowitz

### Trama
- Guest star: Christina Sinatra (Ellen Peters), Wilfrid Hyde-White (Technikov), Frances Stevenson (donna), Joseph Cotten (Mr. Jack), Elizabeth St. Clair (Arlene), Lucy Bush (donna), Lora Kaye (donna), Troy Melton (Edward), Peter Brocco (Franz Stanus), George Murdock (Devon), Read Morgan (George)

## The Scorpio Drop
- Prima televisiva: 25 dicembre 1969
- Diretto da: Robert Gist
- Scritto da: William Bast

### Trama
- Guest star: Dennis G. Turner (Freddie Millard), Eduard Franz (Mr. Johnson)

## Nice Girls Marry Stockbrokers
- Prima televisiva: 15 gennaio 1970

### Trama
- Guest star: Geoffrey Holder (Paul Trion)

## The Steal-Driving Man
- Prima televisiva: 19 gennaio 1970

### Trama
- Guest star:

## Touch of Magic
- Prima televisiva: 26 gennaio 1970
- Diretto da: Gerd Oswald
- Scritto da: Oscar Brodney

### Trama
- Guest star:

## Fortune City
- Prima televisiva: 2 febbraio 1970

### Trama
- Guest star:

## Situation Red
- Prima televisiva: 9 febbraio 1970
- Diretto da: Joseph Sargent
- Scritto da: Glen A. Larson

### Trama
- Guest star: William Conrad (Countdown)

## To Sing a Song of Murder
- Prima televisiva: 23 febbraio 1970

### Trama
- Guest star: Beah Richards (Sorella Martha Gowen), The Fifth Dimension (loro stessi)

## The Suzie Simone Caper
- Prima televisiva: 2 marzo 1970
- Diretto da: Don Taylor
- Scritto da: Oscar Brodney, William Bast

### Trama
- Guest star: Jane Morgan (Suzie Simone), Susan Saint James (Charlene "Chuck" Brown), Murray Matheson (Harry Fulham)

## An Evening With Alister Mundy
- Prima televisiva: 9 marzo 1970
- Diretto da: Jack Arnold
- Scritto da: Glen A. Larson

### Trama
- Guest star: Lynn Kellogg (Gabriella)

## Beyond a Treasonable Doubt
- Prima televisiva: 16 marzo 1970
- Diretto da: Barry Shear
- Scritto da: Norman Hudis

### Trama
- Guest star: Read Morgan (Wilett)

## Project "X"
- Prima televisiva: 23 marzo 1970
- Diretto da: Jack Arnold
- Scritto da: Glen A. Larson

### Trama
- Guest star: Keye Luke (dottor Tanu), Christina Sinatra (Ellen Porter), Wally Cox (professore Howard Moses), John Colicos (uomo), Richard Loo (generale Wong), Ben Astar (dottor Dubleski), Hanna Hertelendy (Mme. Kovney), Katherine Woodville (Laurie MacGuire), Lloyd Bochner (dottor George Kingsford), Kenneth Tobey (capitano Benny)